# Giuseppe Campolieti
Giuseppe Campolieti (Rotello, 18 settembre 1933 – Mestre, 4 aprile 2017) è stato uno scrittore, giornalista e biografo italiano.

## Biografia
Giuseppe Campolieti nacque a Rotello, piccolo paese in provincia di Campobasso. Conclusi gli studi medi, si dedicò molto giovane all'attività giornalistica, scrivendo pezzi per testate importanti anche a livello nazionale. La carriera di giornalista lo portò a risiedere in numerose città italiane, come Napoli e Venezia, ed anche all'estero. 
Sempre per motivi legati al lavoro, ebbe l'occasione di viaggiare in molti paesi esteri tra cui Russia, Stati Uniti, Giappone, Hong Kong, Egitto, Marocco.
A spingerlo ad intraprendere la carriera di narratore è stato Piero Chiara, affermato scrittore e amico di Campolieti: da questo momento iniziarono i suoi numerosi convegni a carattere storico (come quelli tenuti a Firenze) e le sue collaborazioni con la RAI.
Tra le opere di Campolieti la sua celebrità la si deve all'attività di scrittore di biografie. 
Tra le sue maggiori, quella sul re di Napoli Ferdinando II delle Due Sicilie, noto con il soprannome di Re Bomba
, che fu una delle figure più emblematiche del suo tempo. 
L'opera Il re Lazzarone, in cui ricostruisce la vita di corte napoletana di Ferdinando IV (1751-1825), figlio di Carlo III di Borbone e di Maria Amalia di Sassonia, Ferdinando IV viene incoronato re di Napoli a soli otto anni, nel 1759, succedendo al padre divenuto re di Spagna. Un sovrano adorato dai suoi sudditi, denigrato dalla critica antiborbonica, interessata ad accentuarne le leggerezze piuttosto che le virtù.
L'opera e quella sul doge veneziano Marino Faliero, Marin Faliero, (1274-1335) sul chiacchierato  doge veneziano a cui venne posta l’accusa di aver congiurato con altri contro lo Stato veneziano, di aver tradito la Promissione solennemente giurata sull’Evangelio bona fine sine fraude, di aver tentato il massacro di tutta la nobiltà cittadina.
Mentre nella sua opera Sogno mediterraneo. Vita e imprese di Ruggero II il normanno viene rappresentato il ritratto di questa figura nella sua abilità politica ed efficienza burocratica, tra lo splendore dell'arte e della prosperità economica, La sua ascesa al potere e i suoi successi in battaglia  sino ai vertici del suo regnare a Palermo.

## Opere
- 1980 - Maternale, Marsilio
- 1987 - Caterina Cornaro. Regina di Cipro, signora di Asolo, Camunia
- 1989 - Masaniello , Agostini
- 1993 - Voci dal mondo laico, Dedalo
- 1993 - Le sante bugie. Fatti e misfatti della Chiesa dei papi, Dedalo
- 1994 - Non giocate con Gesù. 2000 anni di speculazioni sulla pelle dell'uomo-Dio, Dedalo
- 1995 - Marin Faliero. Il doge decapitato, Camunia
- 1998 - Il re Lazzarone , Mondadori (ristampa 2000)
- 2003 - Masaniello. Trionfo e caduta del celebre capopopolo nella Napoli del Seicento, Mondadori
- 2003 - Il Re Bomba. Ferdinando II, il Borbone di Napoli che per primo lottò contro l'unità d'Italia, Mondadori
- 2004 - Breve storia della città di Napoli, Mondadori
- 2005 - Re Franceschiello. L'ultimo sovrano delle Due Sicilie (brossura), Mondadori
- 2006 - A cuore aperto. Una storia di guarigione e fuga (brossura), con Tullio Pironti, Mondadori
- 2006 - Breve storia del sud. Dalle origini ai giorni nostri, Mondadori
- 2008 - Breve storia della borghesia (brossura), Mondadori
- 2011 - Storia di Policinella Cetrulo il giramondo (brossura), Grimaldi & C.
- 2011 - Vita di Giulietta. Una biografia d'autore e un viaggio nei ristoranti, alberghi e pasticcerie del territorio veronese, con Elisabetta Tusset, Lunargento
- 2013 - Giulietta e Romeo. Le parole d'amore, il linguaggio dei fiori, con Antonio Todaro, Lunargento
- 2014 - Napoli in croce, Kairòs
- 2015 - La strana coppia (Pinocchio, Polecinella e Compagnia bella), Supernova
- 2017 - Sogno mediterraneo. Vita e imprese di Ruggero II il normanno, Kairòs